# زوانس‌هوک
زوانس‌هوک (به هلندی: Zwaanshoek) یک منطقهٔ مسکونی در هلند است که در هارلمرمیر واقع شده‌است. زوانس‌هوک ۱٬۷۸۰ نفر جمعیت دارد.